# Olivenit
Olivenit, auch als Arseniksaures Kupfererz, Olivenerz, Olivenkupfer oder Pharmacochalcit bekannt, ist ein Mineral aus der Mineralklasse der „Phosphate, Arsenate und Vanadate“, das an verschiedenen Fundorten zum Teil reichlich vorhanden sein kann, insgesamt aber wenig verbreitet ist. Es kristallisiert im monoklinen Kristallsystem mit der Zusammensetzung Cu2[OH|AsO4], ist also chemisch gesehen ein Kupfer-Arsenat mit Hydroxidionen als zusätzlichen Anionen.
Olivenit entwickelt meist kurz- bis langprismatische Kristalle, aber auch nadelige, radialstrahlige oder massige Mineral-Aggregate von olivgrüner, grünlichbrauner bis brauner, graugrüner bis grauer oder grauweißer Farbe. In faseriger Ausbildung kann Olivenit auch eine strohgelbe Farbe annehmen. Die Strichfarbe ist dagegen immer hellgrün.
Die Flächen der durchscheinenden bis undurchsichtigen Kristallflächen weisen einen Glanz auf, der etwa zwischen dem von geschliffenen Diamanten und Glas liegt. Faserige Aggregate schimmern dagegen ähnlich perlmutt- oder seidenglänzend. Mit einer Mohshärte von 3 gehört Olivenit noch zu den weichen Mineralen, die sich wie das Referenzmineral Calcit mit einer Kupfermünze ritzen lassen.
Mit Adamin (Zn2[OH|AsO4]) bildet Olivenit eine lückenlose Mischkristallreihe.

## Etymologie und Geschichte

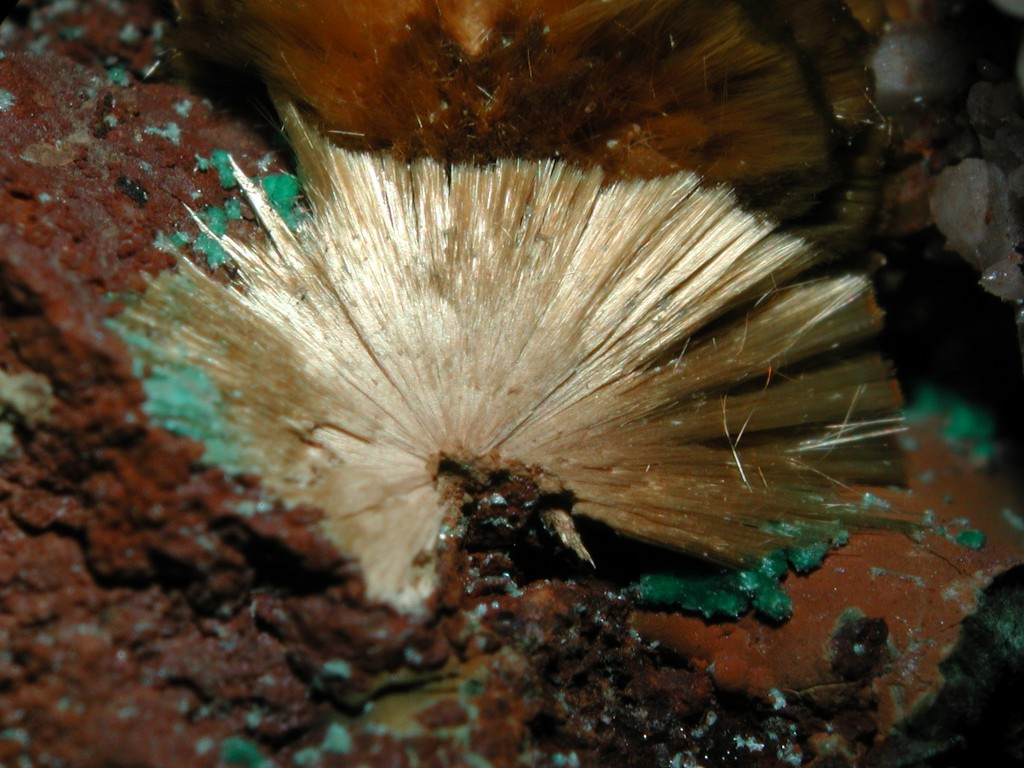
Strohgelber Olivenit in nadeliger, radialstrahliger Ausbildung aus der Typlokalität „Carharrack Mine“ (Sichtfeld etwa 1 × 0,7 mm)

Erstmals entdeckt wurde Olivenit in der „Carharrack Mine“ bei Gwennap in der englischen Grafschaft Cornwall (Vereinigtes Königreich).
Analysiert und beschrieben wurde das Mineral erstmals 1786 durch Martin Heinrich Klaproth, der es zunächst nur als Arseniksaures Kupfererz bezeichnete. Auch Abraham Gottlob Werner beschrieb dieses „aus Cornwall“ stammende Mineral 1789 und gab ihm den Namen Olivenerz in Anlehnung an dessen oft charakteristisch olivgrüne Farbe, die der gleichnamigen Frucht im unreifen Stadium gleicht.
Seinen bis heute gültigen Namen erhielt der Olivenit erst 1820 durch Robert Jameson, der den von Werner gewählten Namen internationalisierte.

## Klassifikation
In der mittlerweile veralteten, aber noch gebräuchlichen 8. Auflage der Mineralsystematik nach Strunz gehörte der Olivenit zur Mineralklasse der „Phosphate, Arsenate und Vanadate“ und dort zur Abteilung der „Wasserfreien Phosphate mit fremden Anionen“, wo er zusammen mit Adamin, Eveit, Libethenit, Paradamin, Tarbuttit und Zincolibethenit die eigenständige Gruppe der „Libethenit-Reihe“ bildete.
Die seit 2001 gültige und von der International Mineralogical Association (IMA) verwendete 9. Auflage der Strunz’schen Mineralsystematik ordnet den Olivenit ebenfalls in die Klasse der „Phosphate, Arsenate und Vanadate“ und dort in die Abteilung der „Phosphate usw. mit zusätzlichen Anionen; ohne H2O“ ein. Diese Abteilung ist allerdings weiter unterteilt nach der Größe der beteiligten Kationen und dem Verhältnis der zusätzlichen Anionen zum Phosphat-, Arsenat- bzw. Vanadat-Komplex, so dass das Mineral entsprechend seiner Zusammensetzung in der Unterabteilung „Mit ausschließlich mittelgroßen Kationen; (OH usw.) : RO4 ≤ 1 : 1“ zu finden ist, wo es zusammen mit Adamin, Auriacusit, Eveit, Libethenit, Zincolibethenit und Zinkolivenit die „Libethenitgruppe“ mit der System-Nr. 8.BB.30 bildet.
Auch die vorwiegend im englischen Sprachraum gebräuchliche Systematik der Minerale nach Dana ordnet den Olivenit in die Klasse der „Phosphate, Arsenate und Vanadate“ und dort in die Abteilung der „Wasserfreie Phosphate etc., mit Hydroxyl oder Halogen“ ein. Hier ist er als Namensgeber der „Olivenitgruppe“ mit der System-Nr. 41.06.06 und den weiteren Mitgliedern Libethenit, Adamin, Eveit, Zincolibethenit und Zinkolivenit innerhalb der Unterabteilung „Wasserfreie Phosphate etc., mit Hydroxyl oder Halogen mit (A)2(XO4)Zq“ zu finden.

## Kristallstruktur
Olivenit kristallisiert monoklin in der Raumgruppe P21/n (Raumgruppen-Nr. 14, Stellung 2) mit den Gitterparametern a = 8,5844 Å; b = 8,2084 Å; c = 5,9258 Å und β = 90,13° sowie 4 Formeleinheiten pro Elementarzelle.

## Eigenschaften
Vor dem Lötrohr wechselt Olivent die Farbe und schmilzt leicht, wobei die Probe stark aufwallt und giftige Arsenikdämpfe abgibt.

## Bildung und Fundorte

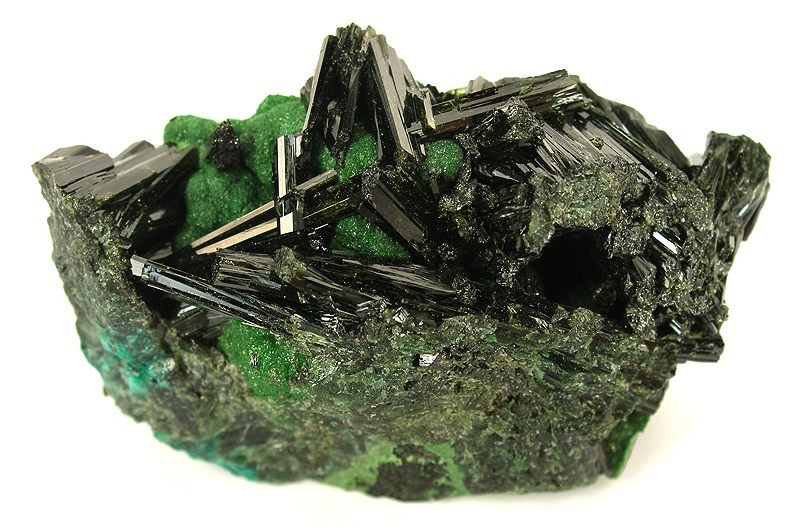
Olivenit (schwarzgrün) und Duftit (hellgrün) aus der Tsumeb Mine, Namibia (Größe: 5,6 × 3,3 × 2,1 cm)

Olivenit bildet sich als sekundäres Kupferarsenat in der Oxidationszone von hydrothermalen Kupfer-Lagerstätten. Begleitminerale sind unter anderem Azurit, Brochantit, Chalkophyllit, Chrysokoll, Cornetit, Cornwallit, Klinoklas, Konichalcit, Malachit, Metazeunerit, Pharmakosiderit, Skorodit, Spangolith und Tirolit.
Insgesamt konnte Olivenit bisher (Stand: 2011) an rund 450 Fundorten nachgewiesen werden. Neben seiner Typlokalität „Carharrack Mine“ bei Gwennap trat das Mineral im Vereinigten Königreich (Großbritannien) noch an vielen weiteren Orten und Minen in der Grafschaft Cornwall auf, so unter anderem bei Callington, Gunnislake, Camborne, Illogan, Redruth, Liskeard, St Hilary, St Austell, St Just in Penwith und Wadebridge. Weitere Fundorte in England befinden sich in Cheshire, Cumbria, Devon und Leicestershire. Auch bei Leadhills in Schottland sowie in Ceredigion und Powys in Wales fand sich Olivenit.
In Deutschland trat Olivenit vor allem im Schwarzwald und Odenwald in Baden-Württemberg; am Rudolfstein im Spessart in Bayern; am Hohenstein, bei Richelsdorf und Altenmittlau in Hessen; an mehreren Orten im Harz von Niedersachsen bis Thüringen; im Bergischen Land, in der Eifel, bei Heiligenhaus sowie im Sauerland und Siegerland in Nordrhein-Westfalen; bei Imsbach, Frücht und im Westerwald in Rheinland-Pfalz; bei St. Barbara (Wallerfangen) im Saarland; im Erzgebirge und Vogtland in Sachsen sowie bei Bad Lobenstein, Gera und Stempeda in Thüringen auf.
In Österreich wurde das Mineral unter anderem in den Karawanken in Kärnten, im Schwarzleograben der Salzburger Gemeinde Leogang, in der Kupferlagerstätte der steiermarker Gemeinde Flatschach sowie an mehreren Orten im nördlichen Tirol gefunden.
In der Schweiz fand man Olivenit bisher an der Mürtschenalp im Murgtal im Kanton Glarus; am Tieftobel in der Gemeinde Schmitten GR und im Engadin im Kanton Graubünden; bei Alto Malcantone (Breno TI) im Kanton Tessin sowie in den Gemeinden Martigny, Isérables und Siders (Granges VS) im Kanton Wallis.
Erwähnenswert aufgrund außergewöhnlicher Olivenitfunde sind unter anderem auch Wheal Gorland in Cornwall und Tavistock in Devon, wo perfekt ausgebildete Kristalle mit bis zu einem Zentimeter Durchmesser zutage traten.
Weitere Fundorte sind Argentinien, Australien, Belgien, Bolivien, Brasilien, Bulgarien, Chile, China, Frankreich, Griechenland, Irland, Italien, Japan, Kirgisistan, Marokko, Mexiko, Namibia, Polen, Portugal, Simbabwe, Slowakei, Spanien, Südafrika, Taiwan, Tschechien, Ungarn und die Vereinigten Staaten von Amerika (USA).